# Bäckahästen
För andra betydelser, se Bäckahästen (olika betydelser).

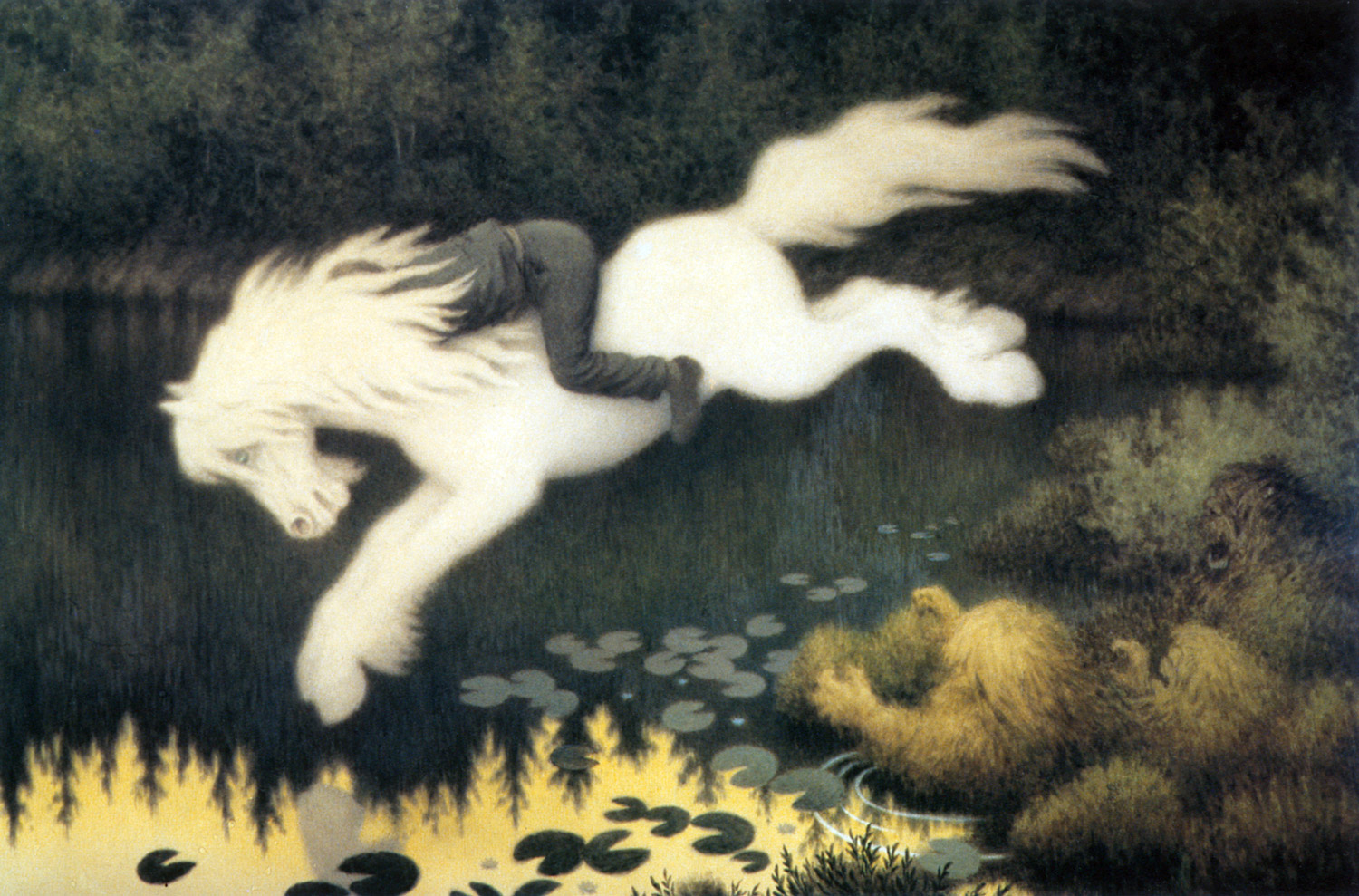
Gutt på hvit hest av Theodor Kittelsen.

Bäckahästen var i sydsvensk folktro, liksom även i Norge, Danmark och Island ett övernaturligt väsen. I delar av Halland , Blekinge och Skåne har bäckahästen varit det vanligaste vattenväsendet.
Där näcken mer satts i samband med drunkningsolyckor är bäckahästen mer ett pedagogiskt skrämselväsen och något av en trickster. Bäckahästen har inget heller med spelmantradition att göra. En likhet är dock att bäckahästen och, i de mer sydliga uppfattningarna om, näcken båda kan ändra skepnad.
Man sa att bäckahästen var ett lömskt rovdjur som lurade barnen att rida på dess rygg för att sedan dra ned dem i vattnet. Barnen tycker att hästen är så fin att de vill rida på den. Det spelade ingen roll hur många barn det fanns; hästens rygg blev bara längre ju fler barn som satte sig på den. Om man vill hindra en bäckahäst att dränka barnen skall man kasta en bit stål mellan hästen och vattnet. Då kan hästen inte gå den vägen, och dess makt är bruten.
Bäckahästen levde i bäckar och åar. Den vilseledde hästar och deras ryttare ner i bäckarna, där den dränkte dem. Bäckahästen beskrivs som en stor och vacker häst.
Om man lyckades fånga en bäckahäst kunde den användas som arbetshäst, och den krävde varken mat eller vila.
Bäckahästen har direkta motsvarigheter i bland annat skotsk folktro (kelpie), där flera sorters vita hästar kan erbjuda fantastiska tjänster för den som kan behärska dem men som ofelbart drar ner olyckliga ryttare i drunkningsdöden.
Legender om bäckahästen är kända från åtminstone 1100-talets Island. Vissa forskare menar att föreställningarna om bäckahästen härstammar från föreställningarna om den keltiska vattenhästen, med vilka den har likheter.

## I modern tid
- Bäckahästen har gett namn till ett av Pågatågen i Region Skåne.[3]